# Martonyi
Martonyi is een plaats (község) en gemeente in het Hongaarse comitaat Borsod-Abaúj-Zemplén. Martonyi telt 291 inwoners (2022).
Al sinds de bronstijd is hier ijzererts gedolven. De mijnen zijn gebruikt tot het begin van de 20e eeuw.
In de bossen op de nabijgelegen Hamas-heuvel liggen de ruïnes van een Paulaner klooster uit 1383.

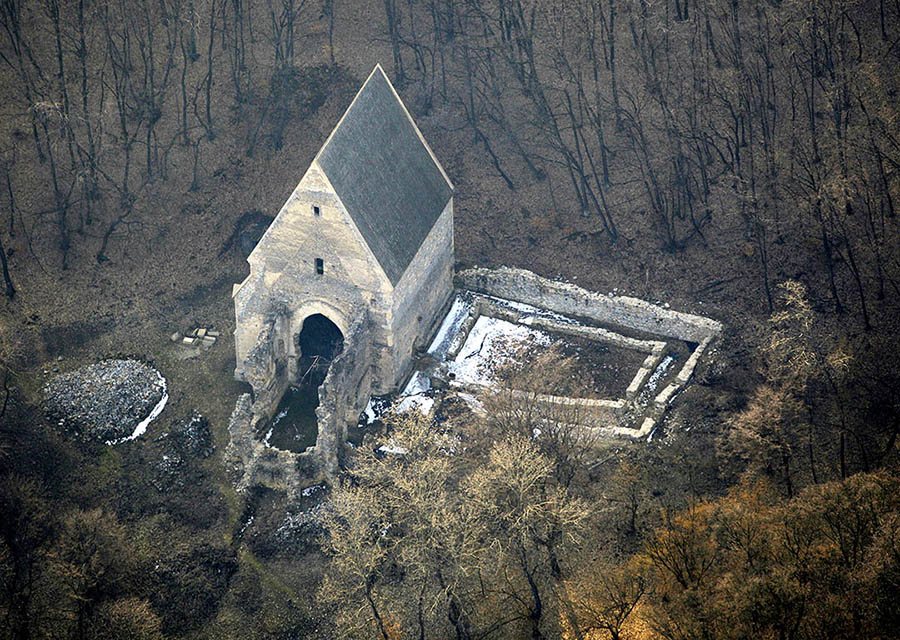
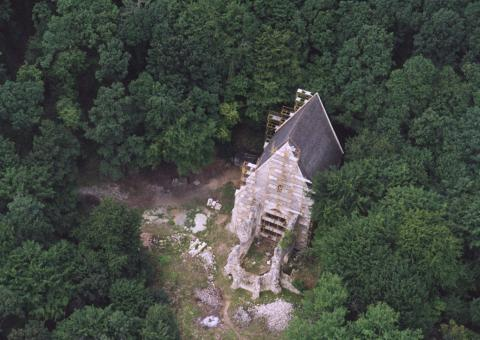
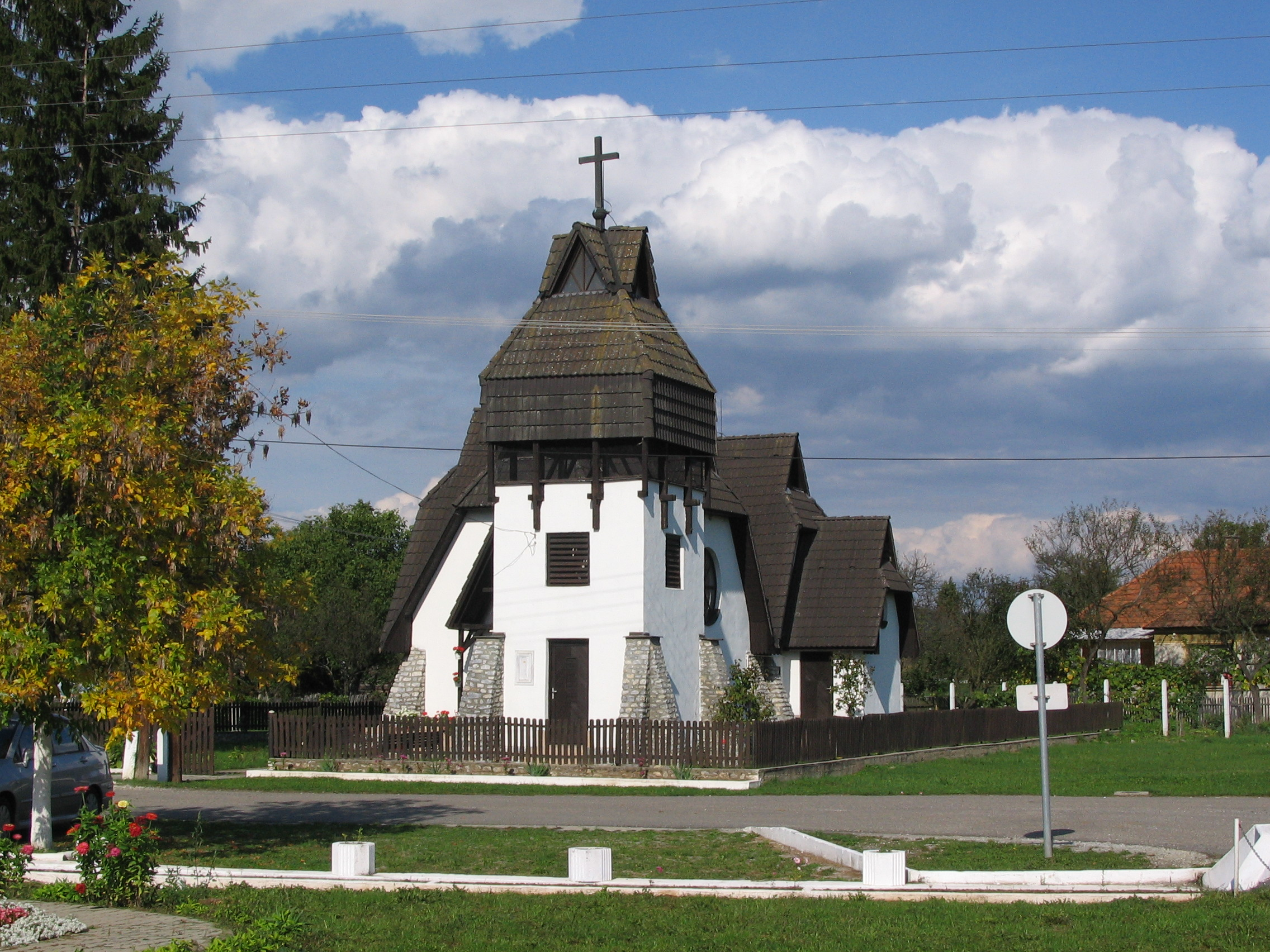

## Populatie
In 2022 telde Martonyi 291 bewoners en een totaal van 185 woningen.
De bewoners van Martonyi zijn voor 97.7% Hongaars, en 45.1% Hongaars-Roma of Roma. Het overgrote deel van de bewoners zijn Rooms-Katholiek, en een kwart van de bevolking is Gereformeerd.